# 川端正男
川端 正男（かわばた まさお、1941年（昭和16年）3月21日 - 2018年（平成30年）6月22日 ）は、日本の実業家である。大手非鉄金属メーカーであるフジクラ代表取締役・副社長を務めた。岡山県高梁市出身。

## 経歴

### 生い立ち
1941年（昭和16年）岡山県上房郡高梁町（現：高梁市）に生れる。高梁北小学校時代は、1学年上に、ANAホールディングス会長になる大橋洋治がいた。大橋は途中で岡大附属小学校へ転校するが、以降生涯に渡り仲が良かった。その後、市立高梁中学校を経て、地元の岡山県立高梁高等学校へ進学、1959年（昭和34年）同校を卒業する。同年、岡山大学文学部へ進学し、1963年（昭和38年）同大学を卒業する。

### 実業家として
岡大を卒業後、同年4月、電線御三家の一角を占める藤倉電線（現：フジクラ）に入社する。営業畑を歩み、1981年（昭和56年）札幌支店長となる。1986年（昭和61年）には、45歳で営業部長へ昇進し、1990年（平成2年）11月、営業本部副本部長となる。1993年（平成5年）6月、52歳のときに取締役営業本部副本部長・関西支店長となり、1995年（平成7年）2月、取締役関西支店長となった。
一貫して同社の営業畑を歩んできた川端だったが、遂に1997年（平成9年）6月、56歳で常務取締役へ就任する。2001年（平成13年）4月、専務取締役となり、2002年（平成14年）6月には、61歳で代表取締役専務となる。2005年（平成17年）4月、64歳で副社長へ就任、以降、亡くなるまで13年間副社長を務めた。
2018年（平成30年）6月22日、病気のため死去。享年77歳。

## 略歴
- 1941年 岡山県上房郡高梁町（現：高梁市）に出生
- 1959年 岡山県立高梁高等学校を卒業
- 1963年 岡山大学文学部を卒業、藤倉電線へ入社
- 1986年 営業部長へ昇進
- 1995年2月 取締役関西支店長となる
- 1997年6月 56歳で常務取締役へ就任
- 2001年4月 専務取締役へ就任
- 2002年6月 61歳で代表取締役専務へ就任
- 2005年4月 64歳で副社長へ就任
- 2018年6月 病気のため死去